# منطقه آنگورام
منطقه آنگورام یکی از منطقه های استان سپیک شرقی واقع در کشور پاپوآ گینه نو می باشد. مرکز این منطقه آنگورام است. این منطقه خود از ۵ فرمانداری محلی تشکیل می گردد که هر فرمانداری به منظور سهولت در امر آمارگیری خود به چند بخش تقسیم می شود.

## تقسیمات
این منطقه دارای ۵ فرمانداری محلی است که اسامی آن ها به شرح زیر است:
- فرمانداری محلی روستایی آنگورام-سپیک میانه
- فرمانداری محلی روستایی کرام
- فرمانداری محلی روستایی کاراواری
- فرمانداری محلی روستایی مارینبرگ-سپیک سفلی
- فرمانداری محلی روستایی یوآت